# Der Mann vom Kapuziner-Boulevard
Der Mann vom Kapuziner-Boulevard (Originaltitel: Человек с бульвара Капуцинов) ist eine 1987 entstandene sowjetische Westernkomödie der Regisseurin Alla Surikowa. Die deutschsprachige Erstaufführung erfolgte in der damaligen DDR am 30. Dezember 1988.

## Handlung
Der idealistische Weltverbesserer und Pionier des Kinos Johnny First kommt in ein verschlafenes Wild-West-Städtchen namens Santa Carolina, in dem rauflustige und schießwütige Cowboys zuhause sind. Er beginnt mit Filmvorführungen, die die Bewohner des Städtchens sehr beeindrucken und sie nach einiger Zeit in gesittete Gentlemen verwandeln, die nun statt Whisky lieber Milch trinken. Die schöne Tänzerin Diana, deren Herz bis dato als so uneroberbar galt wie Fort Knox, verliebt sich in First, was die Eifersucht des in sie verliebten Pastors befeuert. Der Saloonbesitzer Harry sieht sein Geschäft durch First vor einer Pleite. Während die Gerüchte über die Magie des Kinos sogar die benachbarten Comanche-Indianer erreichen, hecken der Pastor und Harry immer neue Gemeinheiten aus, um First zu stoppen, und bezahlen schließlich sogar den berüchtigten Räuber Black Jack, um ihn zu ermorden. First überlebt den Anschlag. Er reist vorübergehend ab, um die Hochzeit mit Diana vorzubereiten. In seiner Abwesenheit erscheint in Santa Carolina ein gewisser Mr. Second, der die Stadtbewohner mit primitiven Gewaltfilmen in ihre alten Gewohnheiten verfallen lässt. Dies enttäuscht First bei seiner Rückkehr schwer und er verlässt Santa Carolina. Er wird jedoch unterwegs von seiner loyal gebliebenen Geliebten und vom reumütigen Black Jack eingeholt, der sein Leben von nun an dem "allmächtigen" Kino widmen möchte.

## Kritik
Das Lexikon des internationalen Films sah eine „recht originelle, teilweise unterhaltsame, nicht immer geschmackssichere Westernparodie.“

## Bemerkungen
Der Film war der besucherstärkste der Sowjetunion 1987. Er war für zwei Nikas nominiert.
Das Originalplakat parodiert die Sixtinische Madonna.